# Ralph Guldahl
Ralph Guldahl, né le 22 novembre 1911 à Dallas (États-Unis) et mort le 11 juin 1987 à Sherman Oaks (États-Unis), est un golfeur professionnel américain.
Professionnel à partir de 1931, il est considéré comme l'un des meilleurs golfeurs d'avant guerre. Il remporte sur le circuit de la PGA seize titres dont trois tournois majeurs - l'Open américain en 1937 et 1938, et le Masters en 1939. Il remporte également la Ryder Cup en 1937 sous le capitanat de Walter Hagen.

## Biographie
Ralph Guldahl grandit au Texas. Il déménage en Californie en 1935.

## Palmarès

### Victoires professionnelles
| N°  | Date       | Circuit principal | Tournoi                                | Score           | Par  | Marge   | Finaliste                     |
| --- | ---------- | ----------------- | -------------------------------------- | --------------- | ---- | ------- | ----------------------------- |
| 1.  | 25/01/1931 | PGA               | Open de Santa Monica                   |                 |      |         | Tony Manero                   |
| 2.  | 01/02/1932 | PGA               | Open d'Arizona                         | 285             | + 1  | 5 coups | John Perelli                  |
| 3.  | 17/08/1934 | PGA               | Open de Westwood Golf Club             | 273             |      | 4 coups | Willie Hunter                 |
| 4.  | 21/06/1936 | PGA               | Western Open                           | 274             | - 10 | 3 coups | Ray Mangrum                   |
| 5.  | 29/11/1936 | PGA               | Open d'Augusta                         | 283             |      | 2 coups | Henry Picard Denny Shute      |
| 6.  | 07/12/1936 | PGA               | Open de Miami Biltmore                 | 283             |      | 2 coups | Denny Shute                   |
| 7.  | 12/06/1937 | PGA               | Open américain                         | 71-69-72-69=281 | - 7  | 2 coups | Horton Smith                  |
| 8.  | 19/09/1937 | PGA               | Western Open                           | 288             | E    | Playoff | Horton Smith                  |
| 9.  | 11/06/1938 | PGA               | Open américain                         | 74-70-71-69=284 | E    | 6 coups | Dick Metz                     |
| 10. | 16/06/1938 | PGA               | Western Open                           | 279             | - 9  | 7 coups | Sam Snead                     |
| 11. | 08/03/1939 | PGA               | Miami Biltmore International Four-Ball | Avec Sam Snead  |      | Playoff | Paul Runyan Horton Smith      |
| 12. | 26/03/1939 | PGA               | Open de Greater Greensboro             | 280             |      | 3 coups | Clayton Heafner Lawson Little |
| 13. | 02/04/1939 | PGA               | The Masters                            | 72-68-70-69=279 | - 9  | 1 coup  | Sam Snead                     |
| 14. | 13/08/1939 | PGA               | Open de Dapper Dan                     | 287             |      | Playoff | Denny Shute                   |
| 15. | 06/03/1940 | PGA               | Inverness International Four-Ball      | Avec Sam Snead  |      |         | Ky Laffoon Dick Metz          |
| 16. | 08/04/1940 | PGA               | Open de Milwaukee                      | 268             |      | 2 coups | Ed Oliver                     |